# Absidia
Absidia es un género de hongos de la familia Mucoraceae dentro del orden Mucorales.

## Especies
La especie A. ramosa (Mucor ramosus) es patógena para el hombre, crece en el pan y vegetales marchitos, y causa otomicosis y en ocasiones mucormicosis.
Antiguamente recibía los nombres de Leptomitus,Lichtemiay "Lepticum"

## Fuente
- Diccionario Enciclopédico Ilustrado de Medicina Dorland. 1996. McGraw-Hill - Interamericana de España. Vol. 1. ISBN 84-7615-983-8.